# Friedrich Christian Schmidt (Richter)
Friedrich Christian Schmidt (* 12. Juli 1776 in Steinbergkirche; † 10. Dezember 1862 in Kiel) war ein deutscher Richter.

## Leben und Wirken
Friedrich Christian Schmidt ist in der Stammlinie zurückzuführen auf Johann Schmidt (1622–1691), der als Prätor, Stadtrichter und Geleitsmann in Löbejün tätig war. Dieser hatte einen Sohn namens Gottfried Schmidt (1663–1716), der bei Lebensende als Postmeister in Kopenhagen arbeitete. Zu den Vorfahren seiner Mutter, die in der Manneslinie über Mattheus König von Zips nach Husum gezogen waren, ist bekannt, dass darunter viele protestantische Geistliche zu finden waren.
Der Vater von Friedrich Christian Schmidt war Johann August Schmidt (1734–1778), der als Pastor in Steinbergkirche und Rektor in Schleswig wirkte. Seine Mutter Dorothea Elisabeth, geborene König, lebte von 1742 bis 1823. Friedrich Christian Schmidt besuchte vom 13. April 1795 bis 7. April 1797 das Christianeum in Altona. Er studierte Jura und praktizierte nach seinem Examen als Advokat. Von 1801 bis ungefähr 1819 arbeitete er danach als Notar in Tönning, anschließend vermutlich für kurze Zeit in Schleswig. Von 1820 bis 1834 war er als Rat am Holsteinischen Oberlandesgericht in Glückstadt tätig. Danach wechselte er als Rat an das neue Schleswig-Holstein-Lauenburgische Oberappellationsgericht mit Sitz in Kiel. 
1840 wurde Schmidt zum Konferenzrat sowie zum Dr. phil. h. c. der Universität Kiel ernannt. Im November 1847 übernahm er als Nachfolger Johann Paul Höpps die Präsidentschaft der Behörde. Am 28. April 1855 entließ der dänische Minister für Holstein und Lauenburg Ludwig Nicolaus von Scheele Friedrich Christian Schmidt sowie die Oberappellationsgerichtsräte Heinrich Rudolph Brinkmann und Alexander Friedrich Wilhelm Preußer „in Gnaden“. Am 24. Dezember ernannte die Universität Gießen Schmidt zum Dr. iur. h. c.
Schmidt hatte am 5. Oktober 1805 in erster Ehe Caroline Bong (1782–1820) geheiratet. In zweiter Ehe heiratete er 1828 deren Schwester Amalie Charlotte Bong (1790–1834).

## Bedeutung als Richter
Friedrich Christian Schmidt befasste sich nicht mit tagespolitischen Angelegenheiten, sondern konzentrierte sich ganz auf richterliche Tätigkeiten. Sein Einzug ins Amt des Präsidenten beruhigte die Politik. Gemäß Lüders führte Schmidt sein Amt „mit Würde und Geschicklichkeit“. 
Schmidts Entlassung sowie die der Richter Brinkmann und Preußer wurde als polizeistaatliche Willkür aufgefasst und löste große politische Unruhen aus. Die Holsteinischen Stände legten Beschwerden nach Paragraph 17 der Verfassung ein; ihr Präsident Carl von Scheel-Plessen reichte eine Anklage gegen Minister von Scheele wegen Verletzung der Verordnung vom 11. Juni 1854, betreffend die Verfassung des Herzogthums Holstein gemäß Paragraph 14 der Verfassung ein. Am 25. August 1856 befasste sich das Oberappellationsgericht in der ersten öffentlichen Verhandlung seiner Geschichte mit der Angelegenheit. Am 1. September 1856 erklärte das Gericht unter Vorsitz des Präsidenten Carl Otto Dumreicher, dass es unzuständig sei, woraufhin es zu neuen Unruhen kam.